# (26149) 1994 PU37
A (26149) 1994 PU37 a Naprendszer kisbolygóövében található aszteroida. Eric Walter Elst fedezte fel 1994. augusztus 10-én.